# Alexandre Pierre Cottin
Pour les articles homonymes, voir Cottin.
Alexandre Pierre Cottin est un notaire parisien, devenu maire d'Alger sous la Monarchie de Juillet.

## Biographie
Après avoir été maître-clerc de notaire, il devient lui-même notaire royal à Paris, rue Saint-Antoine, en 1818.
En 1825, avec l'architecte Jean-Joseph Rougevin et Mme Fortunée Hamelin, tous les trois associés d'une Société du quartier de la Chartreuse Beaujon, ils acquièrent pour 500 000 francs le Jardin Beaujon pour y créer un nouveau quartier. Ils lotissent le jardin en quarante-quatre lots et procèdent au percement de trois nouvelles voies privées fermées par des grilles à leur extrémité, les rues Chateaubriand et Lord-Byron et l'avenue Fortunée, aujourd'hui rue Balzac,.
Succédant à Benjamin Cadet de Vaux, Cottin est commissaire du roi et maire d'Alger de 1832 à 1837,, année de sa démission. Il est élu président de la Société coloniale en 1835.
Après sa démission, il s'établit un temps à Naples.
Marié à Victoire-Cécile Orée d'Aideville, il a pour fils le capitaine de frégate Louis Émile Alexandre Cottin (1817-1864) et pour gendre l'amiral Alexis Lugeol. Au décès de sa femme Victoire-Cécile en 1861, il est dit dans l'acte qu'il demeure à Genève.